# Samuel Marsden
Samuel Marsden (Yorkshire, 25 de junho de 1765 - 12 de Maio de1838) foi um reverendo inglês da Igreja Anglicana na Austrália e um proeminente membro da Sociedade Missionária da Igreja , que introduziu o cristianismo na Nova Zelândia. Marsden foi uma figura proeminente no início de Nova Gales do Sul e na história australiana, em parte por seus escritórios eclesiásticos como clérigo da Igreja da Inglaterra e como um pioneiro da indústria de lã australiana.

## Vida
Nascido em Farsley, perto de Pudsey, Yorkshire , na Inglaterra, filho de um ferreiro Wesleyano tornado fazendeiro, Marsden freqüentou a escola da vila e passou alguns anos ajudando seu pai na fazenda. Com vinte e poucos anos, sua reputação como pregador leigo chamou a atenção da  evangelical Elland Society, que procurava treinar homens pobres para o ministério da Igreja Anglicana. Com uma bolsa de estudos da Elland Society Marsden foi Hull Grammar School , onde ele se associou com Joseph Milner e o reformista William Wilberforce, e depois de dois anos, ele se matriculou, com a idade de 25 anos, emMagdalene College, Cambridge. Ele abandonou seus estudos de graduação para responder ao chamado do líder evangélico Charles Simeon para o serviço em missões no exterior. Foi oferecido a Marsden a posição de segundo capelão ao ministério do Reverendo Richard Johnson à Colônia de Nova Gales do Sul em 1º de janeiro de 1793.
Marsden se casou com Elizabeth Fristan na Holy Trinity, Hull, em 21 de abril de 1793. No mês seguinte, William Buller, o bispo de Exeter, ordenou-o como padre.